# Chalfont & Latimer (métro de Londres)
Chalfont & Latimer est une station de la Metropolitan line, du métro de Londres, en zone 8 hors de la limite du Grand Londres. Elle est située à Little Chalfont dans le district de Chiltern, sur le territoire du Comté de Buckinghamshire.

## Histoire
La station est mise en service en 1889.

## À proximité
- Little Chalfont